# Anaxandridas II van Sparta
Anaxandridas II, of Anaxandridas (Grieks: Ἀναξανδρίδας) was een koning van Sparta, de vijftiende koning van de Agiadendynastie. Hij regeerde tussen 560 en 525 voor Chr. Hij was de opvolger en zoon van Leoon, en werd zelf opgevolgd door zijn eigen zoon Cleomenes I.

## Oorlog tegen Tegea
Het begin van zijn heerschappij werd gekenmerkt door de oorlog tegen de Griekse polis Tegea, die al bezig was sinds de heerschappij van zijn grootvader Eurycratides. Anaxandridas voerde deze oorlog samen met zijn medekoning Ariston verder. Toen er geen schot in de zaak kwam, stuurden ze gezanten naar het Orakel van Delphi. Dat zei dat Sparta de oorlog zou winnen, als ze het stoffelijke overschot van Orestes naar Sparta zouden overbrengen. Niemand wist echter waar dat was. Daarom zonden de beide koningen voor de tweede maal gezanten naar het Orakel van Delphi, met de vraag waar dat graf zich dan wel bevond. Niemand begreep echter wat het orakel bedoelde, behalve een zekere Liches van Agathoerge. Die vond het graf van Orestes onder een smidse. Zo werd de oorlog tussen Sparta en Tegea na drie generaties eindelijk beslecht en regeerde Sparta over het grootste deel van de Peloponnesus.

## Latere regeerperiode
Na de overwinning tegen Tegea sloot Sparta een alliantie met de Lydische koning Croesus, die sprak over de machtigste van alle Grieken. Ook op binnenlands vlak voerden Anaxandridas en zijn medekoning Ariston enkele hervormingen door: ze braken de tirannie van de koningen in Sparta, en stichtten een hegemonie. De regeerperiode van Anaxandridas wordt beschreven in de Historiën van de Griekse geschriedschrijver Herodotos en in de Beschrijving van Griekenland van de Griekse periegetes Pausanias.

## Familie
Anaxandrides was getrouwd met een dochter van zijn broer. Het huwelijk zou kinderloos blijven en eforen zouden hem aangeraden hebben om te scheiden van zijn vrouw. Anaxandrides weigerde echter om zijn vrouw in de steek te laten. Daarop legden de eforen het probleem voor aan de Gerousia, de Raad der Ouden. Die stelden Anaxandrides voor om te trouwen met een tweede vrouw, tegen de Spartaanse gewoonte in. Hij aanvaardde dat voorstel en hij trouwde met de dochter van Prinetades, een zoon van Demarmenos. Zijn tweede vrouw schonk hem een zoon, Cleomenes I, maar zijn eerste vrouw kreeg uiteindelijk zelf ook twee zoons: Leonidas en Cleombrotus. Het was echter zijn eerste zoon, Cleomenes I die uiteindelijk zijn opvolger zou worden, hoewel hij niet echt sterk begaafd was.